# Théo Arribagé
Théo Arribagé (Rennes, 9 ottobre 2000) è un tennista francese.
Specialista del doppio, ha vinto un torneo nel circuito maggiore e diversi tornei dell'ATP Challenger Tour, il suo miglior ranking ATP è stato il 48º posto raggiunto nell'agosto 2025. Ha fatto il suo esordio nelle prove del Grande Slam con una vittoria al primo turno dell'Open di Francia 2023. Dal 2023 gioca quasi esclusivamente in doppio.

## Statistiche
Aggiornate al 18 agosto 2025.

### Doppio

#### Vittorie (1)
| Legenda doppio       |
| Grande Slam (0)      |
| ATP Finals (0)       |
| ATP Masters 1000 (0) |
| ATP Tour 500 (0)     |
| ATP Tour 250 (1)     |

| N. | Data             | Torneo                       | Superficie  | Compagno        | Avversari in Finale       | Punteggio      |
| 1. | 15 febbraio 2025 | Argentina Open, Buenos Aires | Terra rossa | Guido Andreozzi | Marcelo Melo Rafael Matos | 7-5, 4-6, 10-7 |

### Tornei Challenger

#### Doppio

##### Vittorie (10)
| N.  | Data              | Torneo                                        | Superficie      | Compagno           | Avversari in finale                          | Punteggio        |
| 1.  | 20 maggio 2023    | Tunis Open, Tunisi                            | Terra rossa     | Luca Sanchez       | James McCabe Aziz Ouakaa                     | 4-6, 6-3, [10-5] |
| 2.  | 30 luglio 2023    | Zug Open, Zugo                                | Terra rossa     | Luca Sanchez       | Ergi Kırkın Dalibor Svrčina                  | 6-3, 7-5         |
| 3.  | 19 agosto 2023    | Kozerki Open, Grodzisk Mazowiecki             | Cemento         | Luca Sanchez       | Anirudh Chandrasekar Vijay Sundar Prashanth  | 6-4, 6-4         |
| 4.  | 23 marzo 2024     | Murcia Open, Murcia                           | Terra rossa     | Victor Vlad Cornea | Arjun Kadhe Jeevan Nedunchezhiyan            | 7-5, 6-1         |
| 5.  | 11 maggio 2024    | Internazionali d'Abruzzo, Francavilla al Mare | Terra rossa     | Victor Vlad Cornea | Sander Arends Matwé Middelkoop               | 7-6(1), 7-6(7)   |
| 6.  | 10 agosto 2024    | Bonn Open, Bonn                               | Sand            | Orlando Luz        | Jeevan Nedunchezhiyan Vijay Sundar Prashanth | 6-2, 6-4         |
| 7.  | 14 settembre 2024 | Szczecin Open, Stettino                       | Sand            | Guido Andreozzi    | Ryan Seggerman Szymon Walków                 | 6-2, 6-1         |
| 8.  | 29 settembre 2024 | Lisboa Belém Open, Lisbona                    | Terra rossa     | Romain Arneodo     | George Goldhoff Fernando Romboli             | 6-2, 6-3         |
| 9.  | 5 ottobre 2024    | Braga Open, Braga                             | Terra rossa     | Francisco Cabral   | Marco Bortolotti Daniel Cukierman            | 6-3, 6-4         |
| 10. | 30 novembre 2024  | Maia Challenger, Maia                         | Terra rossa (i) | Francisco Cabral   | Kimmer Coppejans Sergio Martos Gornés        | 6-1, 3-6, [10-5] |